# خواكين بيريز (لاعب كرة قدم أرجنتيني)
خواكين بيريز (بالإنجليزية: Joaquín Pérez)‏ (مواليد 1 فبراير 2000) هو لاعب كرة قدم أرجنتيني ، يجيد اللعب في مركز الهجوم ، لعب سابقاً لنادي الوصل الإماراتي . 